# Karl Theodor Oelrichs
Karl Theodor Oelrichs, auch Carl Theodor Oelrichs (* 20. August 1804 in Bremen; † 2. September 1871 in Bremen) war ein deutscher Jurist, Autor und Sportfunktionär in Bremen.

## Biografie
Oelrichs war der Sohn des Bremer Seidenfabrikanten und Ältermann Jasper O. Oelrichs (1758–1811) und der Apothekertochter Catharina Henschen. Er studierte Rechtswissenschaften. 1828 hatte er sich als Rechtsanwalt und dann als Obergerichts-Anwalt in Bremen niedergelassen. Er trat ab 1830 mit seinem Freund Daniel Watermeyer als Verleger und Autor für verschiedene politische Zeitungen wie u. a. den Bücherfreund auf. Er zählt zu einer frühen liberalen Bewegung in Bremen, zu denen auch der Redakteur Carl Ludwig Iken und die Anwälte Wilhelm Focke, Senator Heinrich Gerhard Heineken und Hinrich Gerhard Schumacher gerechnet werden.
Als Ältermann und Mitglied der Bremischen Bürgerschaft war er u. a. 1841 in einer Verwaltungsdeputation vertreten. 1831 gründete er den Turnverein zu Bremen (TVB) in Bremen-Mitte, den ältesten Turnverein Bremens. Er war von 1856 bis 1871 bedeutsamer juristischer Konsulent und Syndizi der Handwerkskammer Bremen. Oelrichs war 1867 Mitgründer und erster Vorsitzender des Frauen-Erwerbs- und Ausbildungsvereins in Bremen.
Er war mit Karoline Henriette Albertine Buch verheiratet. Beide hatten sechs Kinder. Karl Jasper Oelrichs (1844–1923) war ihr ältester Sohn und die Schriftstellerin und Novellistin Emmy von Winterfeld-Warnow (1861–1937) ihre Tochter.

## Schriften
- Werden und Wachsen einer hanseatischen Familie. Verlag Christians, 1939.
- Realregister über die Verordnungen und Proclame des Senats der freyen Hansestadt Bremen. Ergänzungen bis 1832, Meier, Bremen 1832.